# Le Crotoy
Le Crotoy – miejscowość i gmina we Francji, w regionie Hauts-de-France, w departamencie Somma.
Według danych na rok 2011 gminę zamieszkiwało 2179 osób, a gęstość zaludnienia wynosiła 133 osoby/km² (wśród 2293 gmin Pikardii Le Crotoy plasuje się na 103. miejscu pod względem liczby ludności, natomiast pod względem powierzchni na miejscu 161.).

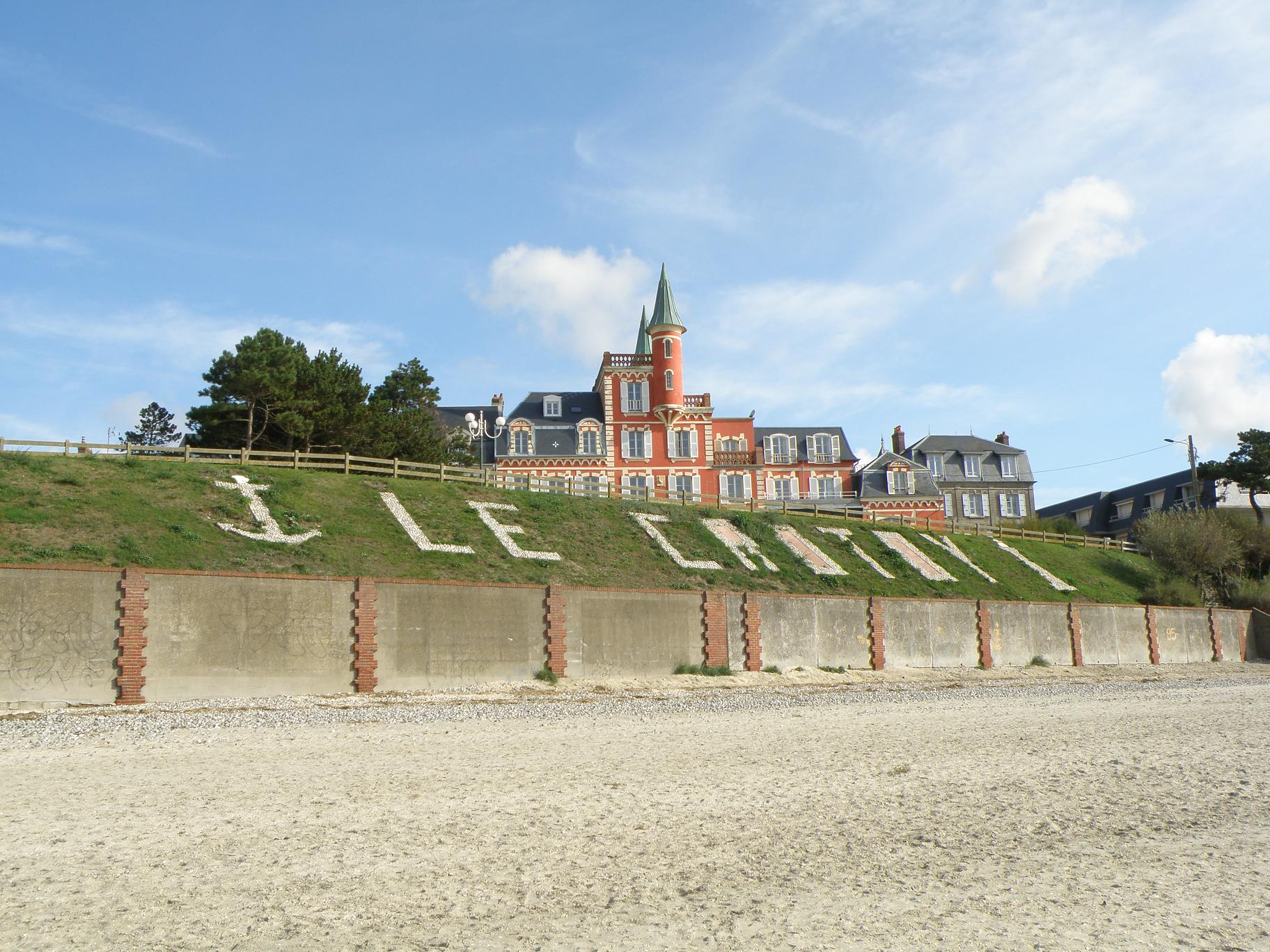
Miasto widziane z plaży podczas odpływu.
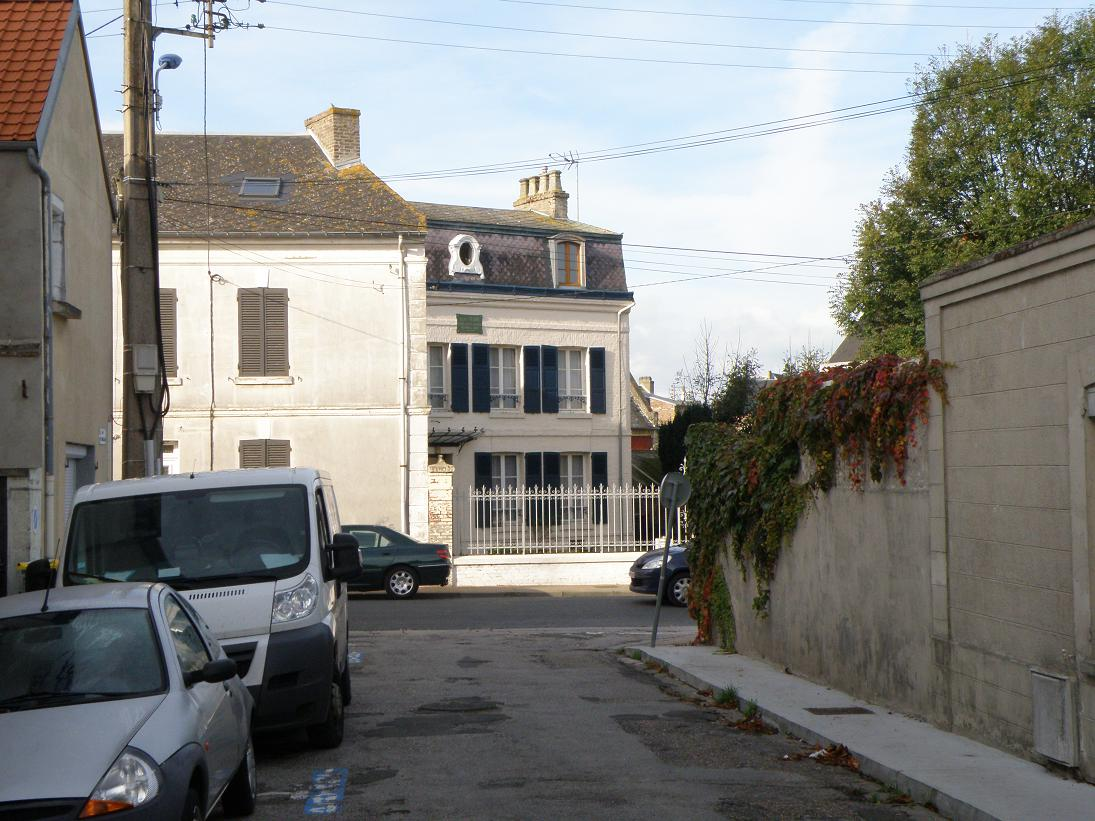
W głębi dom, w którym mieszkał pisarz Juliusz Verne.
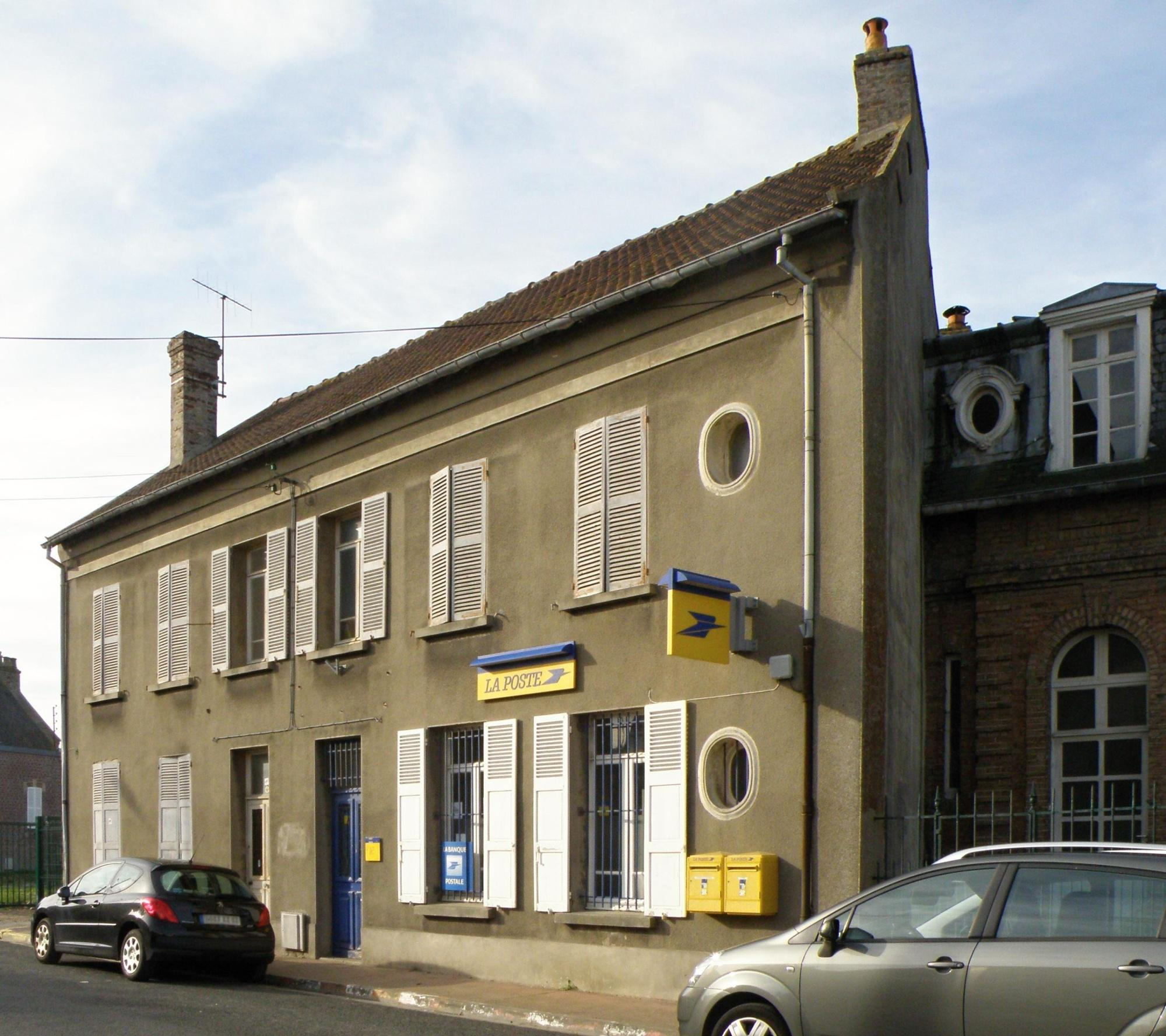
Miejscowy urząd pocztowy.
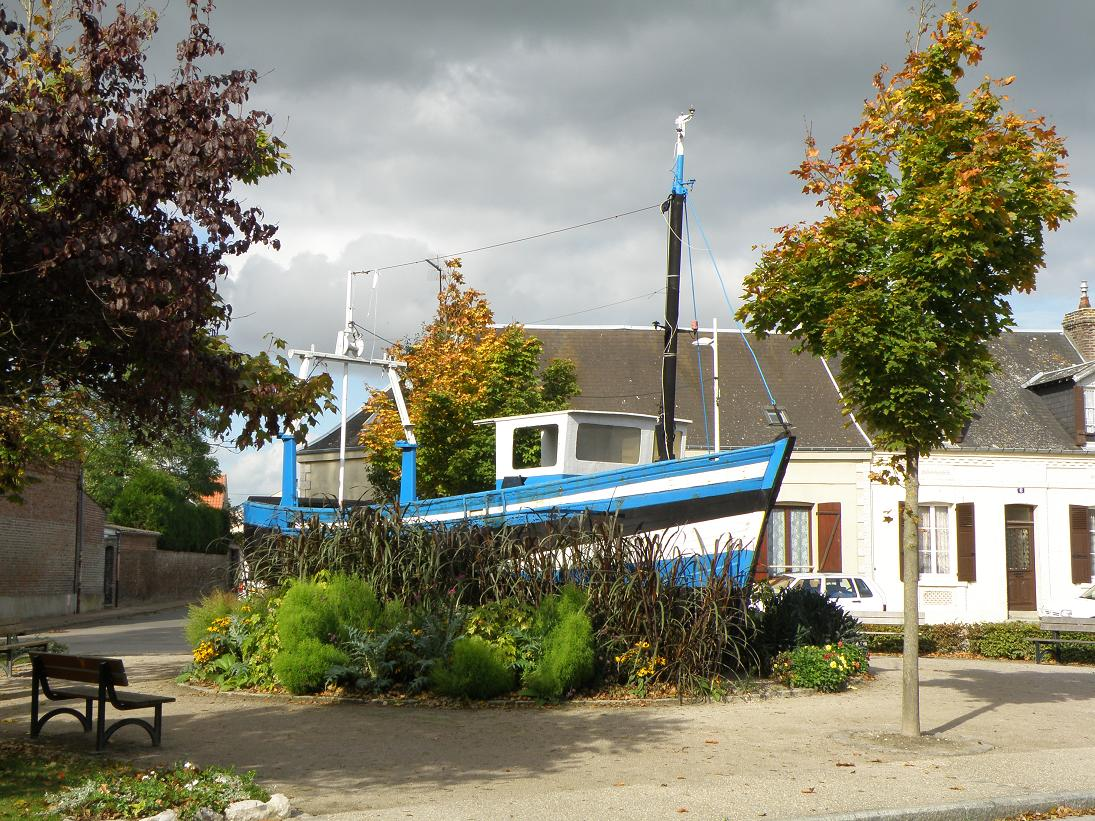
Skwer w centrum.
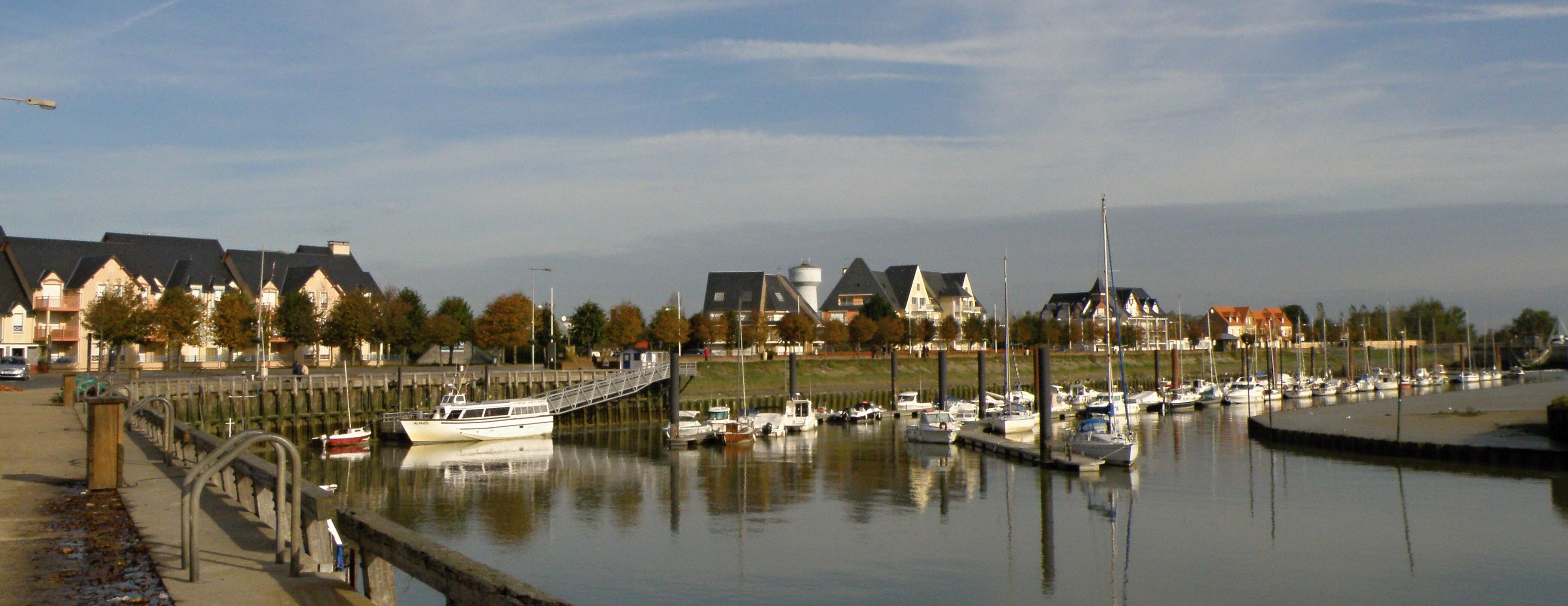
Port podczas odpływu.